# 나카가와시
나카가와시(일본어: 那珂川市)은 일본 후쿠오카현 중서부에 있는 시이다. 시명인 "나카가와"는 후쿠오카시 중심부를 흐르는 하천으로 유명한 나카강에서 취한 것이다. 나카가와시 남부가 나카강의 발원지이며, 시 북부를 지나 후쿠오카시로 흐른다.
2015년 인구조사에서 인구가 5만 명을 넘어서 2018년 10월 1일에 시로 승격하였다.

## 지리
후쿠오카시 서남부와 인접하고 후쿠오카 도시권의 일부를 구성한다. 후쿠오카시와 가까운 북부의 평지부는 베드타운으로 도시화가 진행되고 있지만 다른 지역은 산지로 후쿠오카시의 상수원인 미나미하타댐과 자연 보양 시설인 "그린피아 나카가와" 등이 있다. 인구의 약 80%가 시가지에 집중하기 때문에 나카가와시의 중심지는 후쿠오카시부터의 연장선상에 있어 경계선을 분명히 모르는 곳이 많다. 또 후쿠오카시의 변두리 지구보다 상업이 발달했기 때문에 후쿠오카시 외곽에서 나카가와시의 슈퍼마켓을 찾아 오는 사람도 많다. 일극 집중형 시가지이기 때문에 인구 집중 지구의 인구 밀도는 7천 명에 달한다.
본래 4만 9천 명의 인구로 정임에도 현내의 여러 시들보다 인구가 많았으며, 일본의 정촌 중에서의 인구는 9위였다. 2015년 조사에서 인구 5만 명을 돌파한 것을 근거로 2018년에 시로 승격하였다.

## 인접하는 자치체
- 후쿠오카현
  - 후쿠오카시(사와라구·미나미구)
  - 가스가시
  - 오노조시
  - 지쿠시노시

- 사가현
  - 도스시
  - 간자키군 요시노가리정
  - 미야키군 미야키정

## 역사
- 1889년 4월 1일 - 시정촌제 시행으로 나카군 안토쿠촌, 이와도촌, 미나미하타촌이 성립하였다.
- 1896년 4월 1일 - 나카군·무시로다군·미카사군이 통합해 지쿠시군이 되었다.
- 1956년 4월 1일 - 안토쿠촌, 이와도촌, 미나미하타촌이 합병해 정으로 승격하면서 지쿠시군 나카가와정이 되었다.
- 2018년 10월 1일 - 나카가와정이 시로 승격해 나카가와시가 되었다.

## 교통

### 철도
- 서일본 여객철도 하카타미나미선
- 서일본 철도 덴진오무타선

### 도로
- 국도 385호선